# 約翰·克里斯托夫·巴赫 (1671年—1721年)
约翰·克里斯托夫·巴赫（德語：Johann Christoph Bach，1671年6月16日—1721年2月22日）是巴赫家族的音乐家之一。他是巴赫兄弟中最年长的一个。

## 生平
约翰·克里斯托夫·巴赫在1671年6月出生于埃尔福特，几个月后全家迁往艾森纳赫，14年后其父母的最后一个孩子约翰·塞巴斯蒂安·巴赫出生在艾森纳赫。1686年，约翰·克里斯托夫·巴赫被送往埃尔福特并在约翰·帕赫尔贝尔门下学习了三年。学徒期结束时，他在该城的圣托马斯教堂当了一段时间的管风琴师，随后又在他的几个亲戚所在地阿恩施塔特住了几个月。
1690年，约翰·克里斯托夫成为奥尔德鲁夫的米迦勒基尔教堂的管风琴师。1694年10月，他与多萝西娅·冯·霍夫结婚。他的母亲玛丽亚·伊丽莎白·莱默哈特于1694早些时去世，父亲約翰·安布羅修斯·巴赫于次年3月去世。两个弟弟约翰·雅各布和约翰·塞巴斯蒂安在此之前一直和父亲住在艾森纳赫，在双亲去世后他们来到奥赫德鲁夫的约翰·克里斯托夫家生活。当时约翰·雅各布·巴赫仅有13岁，约翰·塞巴斯蒂安还不到10岁。约翰·克里斯托夫的五个儿子出生在1695年至1713年之间。
约翰·克里斯托夫成为他最小的弟弟的键盘乐器老师，或者说约翰·塞巴斯蒂安在长兄的指导下：“奠定了他自己键盘技术的基础。”约翰·塞巴斯蒂安的早期传记中记录这么一则轶事：
|  | 当时最著名的键盘乐器音乐作曲家是弗罗贝格、费舍尔、约翰·卡斯帕·克尔、帕海贝尔、布克斯特胡德、布吕恩斯和伯姆。约翰·克里斯托夫有一本记录有这些大师几首作品的书，约翰·塞巴斯蒂安苦苦哀求其长兄想阅读此书，但却没有效果。他长兄的拒绝反而增加了他的决心，他在长兄不知情的情况下制定了他的计划想以到这本书。这本书被保存在一个书架上，并且书架的前面有一个格子。巴赫的手很小能够插入格子里拿到那本书，于是巴赫把书卷起来之后再把书抽出来。由于不能用蜡烛，他只能在月夜抄写，半年后才完成了他的重任。抄写一完成，他就盼望着把耗费了这么多心血得来的宝贝偷偷地用起来。但他的哥哥发现了抄本然后毫不怜惜地从他手中夺了过来，直到他哥哥不久后去世，巴赫也没有追回抄本。 |

然而约翰·克里斯托夫并没有在“不久后”去世，约翰·塞巴斯蒂安与长兄在一起住了五年后离开了奥赫德鲁夫，加入了吕讷堡圣米迦勒修道院的唱诗班。大约在几年后约翰·塞巴斯蒂安离开吕讷堡的时候，他为他的长兄创作了一首《随想曲》，作品号BWV 993。在随后的几年里，约翰·克里斯托夫效仿创作了弟弟的几首作品。
约翰·克里斯托夫的儿子们都成了音乐家，其中三个在奥赫德鲁夫工作。约翰·克里斯托夫死于奥赫德鲁夫，享年49岁。